# 馬洛島
15°41′S 167°10′E / 15.683°S 167.167°E
馬洛島（Malo）是太平洋島國瓦努阿圖的島嶼，由桑馬省負責管轄，位於埃斯皮里圖桑托島以南5公里，面積180平方公里，最高點海拔高度326米，主要經濟農作物有椰子核和可可豆，1979人口2,312。